# Nicole Maines
Nicole Amber Maines (Gloversville, Nueva York, 7 de octubre de 1997) es una actriz estadounidense y activista por los derechos de las personas transgénero. Ella fue la demandante anónima, conocida como Susan Doe, en el caso Doe v. Regional School Unit 26 contra la Corte Judicial Suprema de Maine, respecto a la identidad de género y el uso del baño en las escuelas. A Maines, que es transgénero, se le prohibió usar el baño de mujeres. Después de una denuncia; sin embargo, el tribunal dictaminó que es ilegal negar a un estudiante transgénero el acceso al baño de acuerdo con su identidad de género.
Desde entonces, Maines ha trabajado como actriz. Sus papeles incluyen una aparición como invitada en la serie de televisión Royal Pains y un papel regular como Nia Nal/Dreamer, una superheroina en la cuarta temporada de la serie Supergirl.

## Educación y primeros años
Maines y su hermano gemelo Jonas fueron adoptados al nacer por Kelly y Wayne Maines; uno de sus padres biológicos era primo en segundo grado de Kelly. Aunque pasaron sus primeros años en Gloversville, Nueva York, crecieron en Portland, Maine. A Maines nació como varón y dijo que, a los tres años, ya sabía que no deseaba ser un niño. Maines dice que eligió el nombre de Nicole en honor al personaje de Nicole Bristow en el programa de Nickelodeon Zoey 101.
Maines asistió a la Universidad de Maine y, según su padre, decidió no regresar en el otoño de 2018 para dedicarse a la actuación.

### CasoDoe v. Regional School Unit 26
Maines fue Susan Doe en el histórico caso conocido como Doe v. Regional School Unit 26, que también se conoce como Doe v. Clenchy. Cuando Maines estaba en la escuela primaria, el abuelo de un compañero de clase se quejó de que Maines usaba el baño de mujeres. Después de ese incidente, se le prohibió usar el baño de mujeres y la obligaron a usar el baño del personal. Maines y su familia demandaron al distrito escolar, alegando que la escuela la discriminaba. En junio de 2014, la Corte Judicial Suprema de Maine dictaminó que el distrito escolar violó la Ley de Derechos Humanos del Estado y prohibió al distrito impedir el acceso de los estudiantes transgéneros a los baños, de acuerdo con su identidad de género. Maines y su familia recibieron una compensación de $75,000 luego de la demanda por discriminación.

## Carrera
En 2015, ella y su familia fueron el tema central del libro Becoming Nicole: The Transformation of an American Family, de la escritora del Washington Post Amy Ellis Nutt. Esta era la crónica de la familia llegando a un acuerdo con el hecho de que Maines es transgénero. En junio de 2015, apareció en la serie Royal Pains de USA Network como un adolescente transexual que las hormonas podrían poner en peligro su salud. En 2016, Maines fue una de las 11 personas que aparecieron en un documental de HBO titulado The Trans List. En el documental, ella y varias otras personas relatan sus historias personales sobre lo que es ser transgénero.
En julio de 2018 se anunció que aparecería como un personaje regular en la cuarta temporada de la serie Supergirl de The CW. Apareció como Nia Nal, un pariente lejano de Dream Girl, una miembro de Legión, y como tal interpretó a la primera superheroína transgénero en la televisión. Su personaje se describe como una "mujer conmovedora con un impulso feroz por proteger a los demás". El personaje es una nueva reportera a quien Kara Danvers/Supergirl toma bajo su protección.
En 2019 protagonizó Bit, una película de terror sobre vampiros queer, trabajo por el cual ganó el premio a la mejor actuación en el Festival de Cine LGBTQ Outfest Los Ángeles.

## Filmografía

### Cine
| Año  | Título         | Rol        | Director(a)                | Notas      |
| ---- | -------------- | ---------- | -------------------------- | ---------- |
| 2016 | The Trans List | Ella misma | Timothy Greenfield-Sanders | Documental |
| 2017 | Not Your Skin  | Ella misma | Ester Brym                 | Documental |
| 2019 | Bit            | Laurel     | Brad Michael Elmore        |            |

## Premios y nominaciones
| Año       | Título                   | Rol               | Director(a)                                    |
| --------- | ------------------------ | ----------------- | ---------------------------------------------- |
| 2015      | Royal Pains              | Anna              | Episodio: "The Prince of Nucleotides"          |
| 2018-2021 | Supergirl                | Nia Nal / Dreamer | Elenco principal (Temporada 4-6; 46 episodios) |
| 2019      | DC's Legends of Tomorrow | Nia Nal / Dreamer | Episodio: "Crisis on Infinite Earths: Part 5"  |
| 2023      | The Flash                | Nia Nal / Dreamer | Episodio: "Wildest Dreams"                     |
| 2023      | Yellowjackets            |                   |                                                |

| Año  | Premio                                  | Categoría                                                                            | Trabajo       | Resultado | Ref(s)        |
| ---- | --------------------------------------- | ------------------------------------------------------------------------------------ | ------------- | --------- | ------------- |
| 2011 | American Civil Liberties Union of Maine | Roger Baldwin                                                                        | Nicole Maines | Ganadora  | [ 18 ] [ 19 ] |
| 2012 | EqualityMaine                           | P.E. Pentlarge                                                                       | Nicole Maines | Ganadora  | [ 18 ] [ 19 ] |
| 2014 | Hardy Girls Healthy Women               | Community Organizing                                                                 | Nicole Maines | Ganadora  | [ 20 ]        |
| 2014 | Maine Women’s Fund                      | Samantha Smith                                                                       | Nicole Maines | Ganadora  | [ 21 ]        |
| 2014 | Glamour Magazine                        | Woman of the Year                                                                    | Nicole Maines | Ganadora  | [ 22 ]        |
| 2015 | Matthew Shepard Foundation              | Spirit of Matthew Award                                                              | Nicole Maines | Ganadora  | [ 21 ]        |
| 2015 | Maryann Hartman Awards                  | Young Women’s Social Justice Award                                                   | Nicole Maines | Ganadora  | [ 23 ]        |
| 2016 | GLAAD Media Awards                      | Outstanding Individual Episode for a series without a regular LGBT character         | Nicole Maines | Ganadora  | [ 24 ]        |
| 2018 | Human Rights Campaign of Chicago        | Visibility Award                                                                     | Nicole Maines | Ganadora  | [ 25 ]        |
| 2019 | Trans Equality Now                      | Andy Cray Award for Health & Youth Advocacy                                          | Nicole Maines | Ganadora  | [ 26 ]        |
| 2019 | Outfest                                 | Grand Jury Prize for Best Performance                                                | Nicole Maines | Ganadora  | [ 27 ]        |
| 2019 | Autostraddle's Second Annual Gay Emmys  | Outstanding Supporting or Guest Actor Playing an LGBTQ+ Character in a Sci-Fi Series | Nicole Maines | Ganadora  | [ 28 ]        |
| 2020 | Human Rights Campaign                   | Upstander Award                                                                      | Nicole Maines | Ganadora  | [ 29 ]        |
| 2020 | The Queerties                           | Film Performance                                                                     | Nicole Maines | Nominada  | [ 30 ]        |